# Brandano

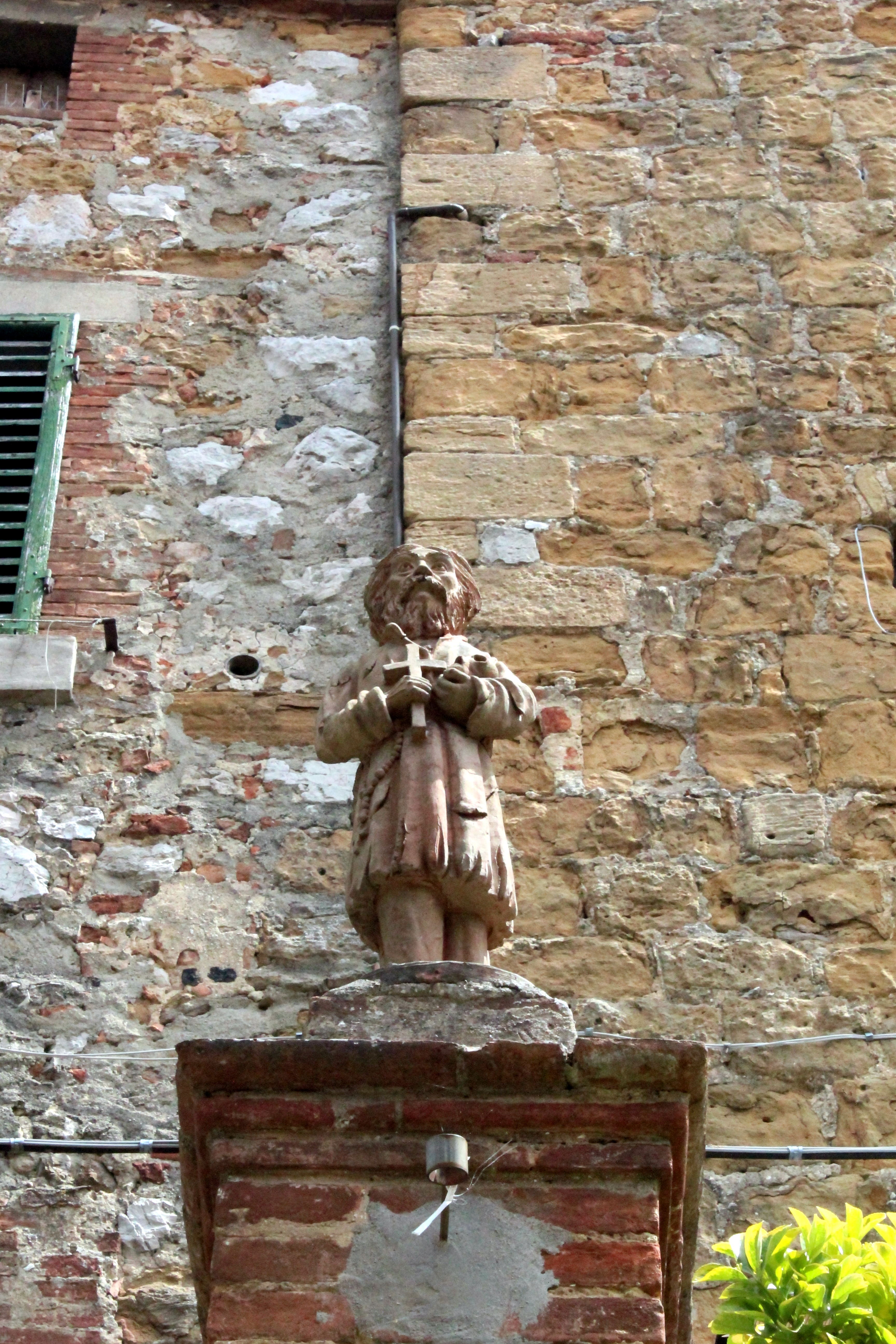
Statua raffigurante Brandano a Petroio.

(Brandano, rivolto al papa Clemente VII. Roma, 18 aprile 1527)
Bartolomeo da Petroio detto Brandano (Petroio, 1488 – Siena, 24 maggio 1554) è stato un predicatore ed eremita italiano. Le fonti discordano sul suo cognome: Carosi o Garosi.

## Biografia

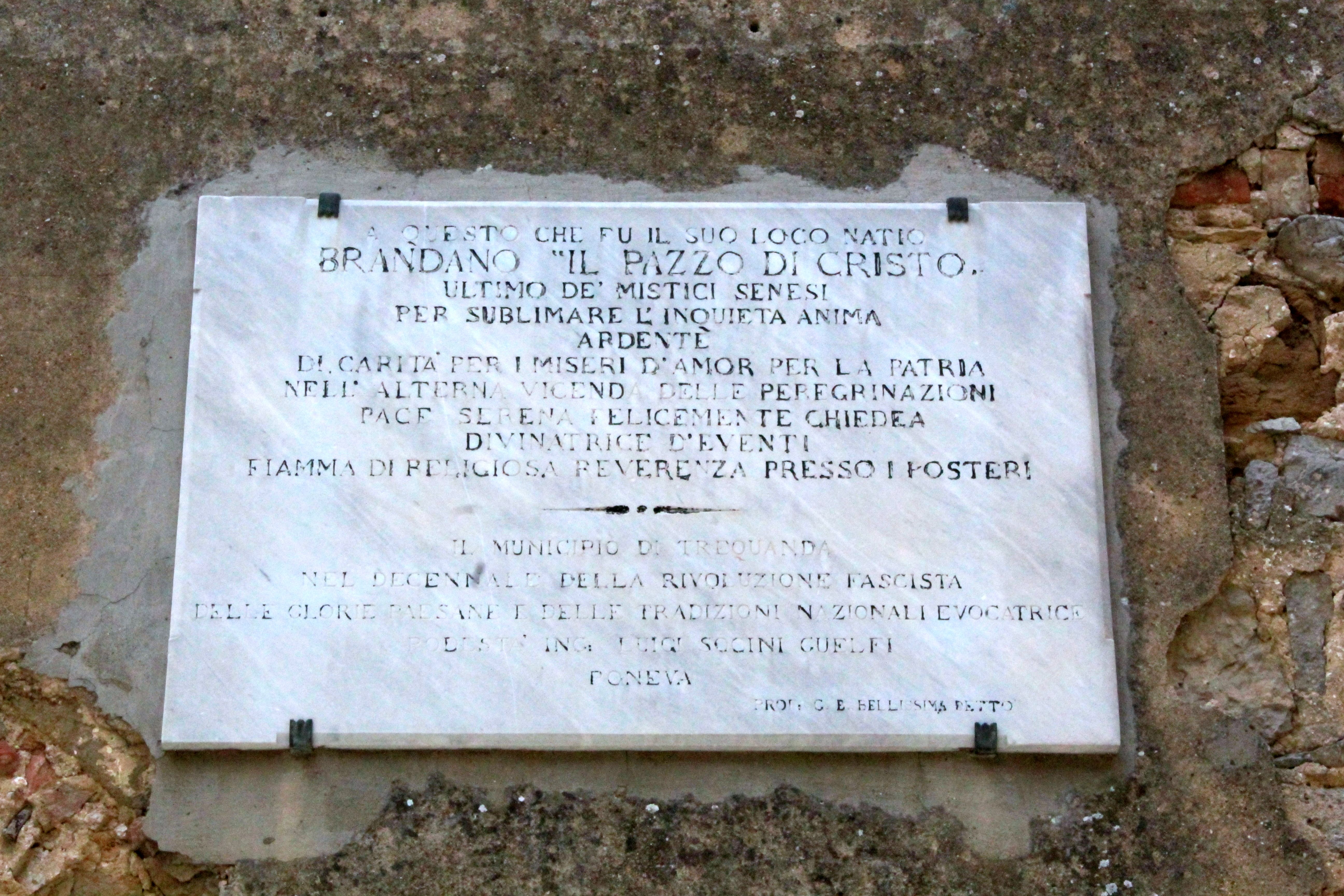
Targa dedicata a Brandano presso il suo luogo di nascita.

Nacque a Petroio nel 1486 da Savino Garosi e Bartolomea detta Meia. Dopo una gioventù dissipata all'insegna di libertinaggio e gioco, si convertì. Dopo essersi trasferito a Montefollonico, dove aveva sposato una certa Checca, abbandonò la famiglia per recarsi a Siena dove intraprese una vita fatta di stenti, elemosine e penitenze. Secondo la tradizione cambiò vita dopo che una scheggia di pietra lo colpì sulla fronte e in un occhio mentre stava zappando il campo. Così, spaventato da quello che gli parve un segno divino e conquistato dal predicatore fra Serafino da Pistoia, si convertì alla religione, vestendo l'abito di terziario agostiniano. Viaggiò per l'Italia, la Francia e la Spagna, predicando penitenze e profetizzando. Adottò il nome "Brandano" in riferimento alla grande spada (brando o prando) rappresentante la parola di Dio portata da Cristo nell'Apocalisse.

## Roma
A Roma, Brandano si presentò alla corte pontificia ammonendo, insultando e distribuendo ossa di morto ai cardinali e al papa Clemente VII. L'incomodo personaggio fu subito catturato dalla guardia svizzera ed imprigionato, mentre le sue parole producevano la più grande impressione nella folla presente. Poco dopo, tuttavia, e a quanto pare per ordine dello stesso Clemente VII, B. fu liberato. Ma evidentemente non appagato, la successiva sera di Pasqua guidava da Campo de' Fiori a Castel Sant'Angelo una torma di penitenti ai quali rivolgeva le solite infiammate allocuzioni: di nuovo imprigionato, fu liberato a quanto pare durante il sacco dai lanzichenecchi i quali sembravano avere uno straordinario rispetto per simili stravaganti personaggi. Nacque forse in questi giorni tra la plebe romana la leggenda di un primo miracolo del pellegrino senese, il quale, gettato nel Tevere dalle guardie pontificie, ne sarebbe prodigiosamente scampato.
Predisse il Sacco di Roma (Roma, Roma, da qui a poco sarai doma), nonché la morte imminente di papa Clemente VII. Famose le parole che rivolse al papa Clemente VII Medici: "Bastardo sodomita, per i tuoi peccati Roma sarà distrutta. Confessati e convertiti, perché tra quattordici giorni l'ira di Dio si abbatterà su di te e sulla città" (18 aprile del 1527).

## La morte
Nel 1548 le sue profezie fecero infuriare gli spagnoli, che governavano Siena, tanto da esiliarlo a Piombino. Liberatisi dal giogo spagnolo nel 1552, Brandano rientrò a Siena e contribuì alla difesa della Repubblica nella guerra coi Medici, aiutando malati ed affamati.
Morì a Siena il 24 maggio del 1554, poco prima della caduta della Repubblica. Il suo corpo fu esposto per tre giorni alla venerazione della gente nella chiesa di San Martino.
Secondo Vittorio Gonzi, nel suo libro Brandano, il teschio, il cilicio e la tunica della Compagnia di S. Antonio che Brandano indossava, si trovano in un'urna presso la sede dell'Arciconfraternita della Misericordia di Siena. Il crocifisso e la barilozza del profeta divennero proprietà della famiglia Turamini, e, almeno il crocifisso, è conservato nella sacrestia della chiesa di Provenzano a Siena, come il suo ritratto, eseguito dal nipote Anselmo.

## La predicazione
La predicazione di Bartolomeo Garosi si caratterizzava per la violenza e la forza con cui inveiva contro potenti, papi e re. Questo gli procurò fama e simpatia da parte del popolo e della povera gente. Fu in una predica che egli tenne a Radicofani che venne additato come il "Pazzo di Cristo".